# Jerreh Jallow

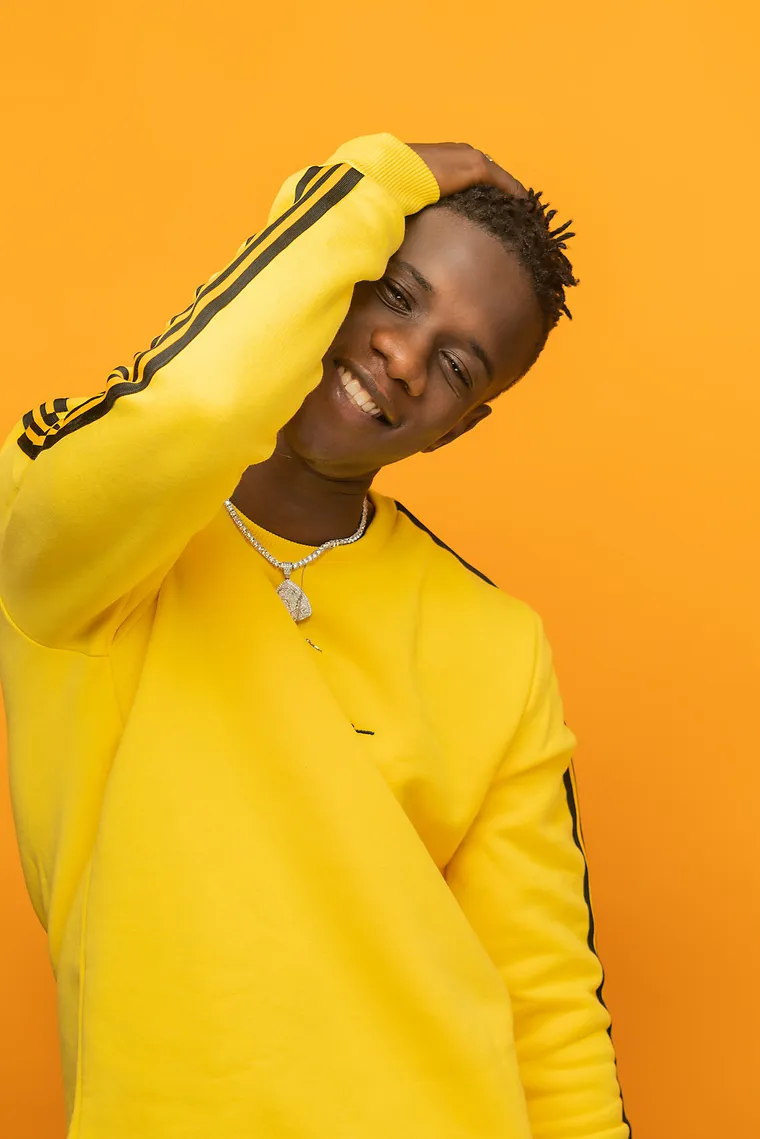
Jerreh Jallow – Jizzle

Jerreh Jallow (Künstlername: Jizzle; * 14. August 1994 in Bakau) ist ein gambischer Afro-Pop-Musiker.

## Leben
Jallow gewann 2018 die Auszeichnung als Künstler des Jahres bei den Whasahalat Music Awards. 2016 war er außerdem für die All Africa Music Awards als bester Künstler nominiert. 2014 gewann er bei den Gambian Entertainment Awards die Kategorie „Bester Nachwuchskünstler des Jahres 2014“. Er ist im Land sehr beliebt und bekannt für seine Mischung lokaler Sprachen.
Jizzle wollte ursprünglich Fußball spielen und begann 2009 mit der Musik, nachdem er seinem Bruder Essa, bekannt als „Breaker“, beim Musizieren zugesehen hatte.
Er beschreibt sich selbst als beeinflusst von Lil Wayne, Drake, Wizkid, Mr Eazi, Davido, T-Smalls und Mighty Joe. Er ist Markenbotschafter für 1xbet.

## Diskografie
Alben
- 2018: The Next Big Thing[4]
- 2019: Finally (featuring Dip Doundou Guiss, Shaydee, Samba, Peuzzi, Bm Jaay, and Hakill)[4]
- 2020: Scorpi[1]
- 2021: Scorpi Vol. 2[7]
- 2023:  Me Vs Me [4]